# Can't Stop the Feeling!
«Can't Stop the Feeling!» es una canción grabada por el cantautor estadounidense Justin Timberlake. Publicada el 6 de mayo de 2016, el sencillo forma parte de la banda sonora de la película Trolls del estudio Dreamworks Animation. Timberlake interpretó la canción en directo por primera vez como artista invitado en la gran final del Festival de la Canción de Eurovisión 2016, el 14 de mayo de 2016. La canción debutó número uno en el conteo Billboard Hot 100 de Estados Unidos, el quinto número uno para Timberlake, convirtiéndose en la 26ta. canción en la historia de Billboard en empezar en la cima de la lista. También se convirtió en su quinto número uno en el listado Radio Songs de Estados Unidos, y su sexto en Hot Dance Club Songs.
Abrió con 379,000 copias digitales vendidas en su primera semana en Estados Unidos—la mejor semana debut para un sencillo en 2016— y seguidamente se convirtió en la segunda canción en pasar sus 10 primeras semanas en la cima de Digital Songs, la otra siendo  "Boom Boom Pow" de The Black Eyed Peas (2009). Llegó al número uno en las listas de música semanal en otros 16 países, y el top 5 en la mayor parte de Europa. Su video musical, dirigido por Mark Romanek, fue lanzado el 16 de mayo de 2016. Ha sido certificado Diamante en Brasil, Francia y Polonia, Multi-platino en Australia, Bélgica, Canadá España, Estados Unidos, Italia Reino Unido, Nueva Zelanda, y Suecia. Durante el verano de 2016, fue la canción más vendida en Estados Unidos, y la quinta más escuchada en Spotify globalmente.
En diciembre de 2016, "Can't Stop the Feeling!" fue nombrada la canción más vendida del 2016 en Estados Unidos, de acuerdo a Nielsen Music reportado por Forbes.
"Can't Stop the Feeling!" fue nominado al Óscar a la mejor canción original y ganó el Premio Grammy a la mejor canción escrita para una película, televisión u otro medio visual. Previamente fue nominado como Globo de Oro a la mejor canción original, Mejor Canción en los Premios de la Crítica Cinematográfica y Mejor Canción en los Premios Satellite.
"Can't Stop the Feeling!" ganó Canción del año en los iHeartRadio Music Awards de 2017. La canción también ganó los premios Top Selling Song y Top Radio Song en los Billboard Music Awards de 2017. La canción recibió tres nominaciones a los Teen Choice Awards de 2016, y nominado a Song of the Summer para los MTV Video Music Awards.
"Can't Stop the Feeling!" es la 41° canción número uno del Billboard Hot 100 en ser nominada al Óscar.
El 12 de mayo del 2019 el vídeo musical en YouTube llegó al billón de visitas.

## Posicionamiento
| Lista (2016)                           | Mejor posición |
| -------------------------------------- | -------------- |
| Argentina (Monitor Latino)             | 1              |
| Australia (ARIA)                       | 1              |
| Austria (Ö3 Austria Top 40)            | 1              |
| Bélgica (Flandes) (Ultratop 50)        | 1              |
| Bélgica (Valonia) (Ultratop 50)        | 1              |
| Brasil (Billboard Brasil Hot 100)      | 1              |
| Canadá (Canadian Hot 100)              | 1              |
| Croacia (Hot Urban Hits Chart)         | 1              |
| República Checa (Rádio Top 100)        | 1              |
| Dinamarca (Tracklisten)                | 1              |
| España (Top 100 Canciones)             | 1              |
| LOS40 España                           | 1              |
| Europa (Euro Digital Songs)            | 1              |
| Francia (SNEP)                         | 1              |
| Alemania (Media Control AG)            | 1              |
| Greece Digital Songs (Billboard)       | 1              |
| Hungría (Rádiós Top 40)                | 1              |
| Hungría (Single Top 40)                | 1              |
| Irlanda (IRMA)                         | 1              |
| Israel (Media Forest)                  | 1              |
| Italia (FIMI)                          | 1              |
| Japan Hot Overseas (Billboard)         | 1              |
| México (Monitor Latino)                | 1              |
| México (Maxima Hit List)               | 1              |
| México Ingles Airplay (Billboard)      | 1              |
| Países Bajos (Dutch Top 40)            | 1              |
| Países Bajos (Mega Single Top 100)     | 1              |
| Nueva Zelanda (Recorded Music NZ)      | 1              |
| Noruega (VG-lista)                     | 4              |
| Polonia (Polish Airplay Top 100)       | 2              |
| Rusia (Tophit)                         | 1              |
| Escocia (Scottish Singles Sales Chart) | 1              |
| Eslovaquia (Rádio Top 100)             | 1              |
| Eslovenia (SloTop50)                   | 1              |
| Sudáfrica (EMA)                        | 1              |
| Suecia (Sverigetopplistan)             | 1              |
| Suiza (Schweizer Hitparade)            | 1              |
| Reino Unido (UK Singles Chart)         | 2              |
| Reino Unido (UK Download Chart)        | 1              |
| Estados Unidos (Billboard Hot 100)     | 1              |
| Estados Unidos (Adult Contemporary)    | 1              |
| Estados Unidos (Adult Top 40)          | 1              |
| Estados Unidos (Mainstream Top 40)     | 1              |
| Estados Unidos (Hot Dance Club Songs)  | 1              |

## Certificaciones
| País           | Organismo certificador | Certificación | Ventas certificadas | Ref.   |
| -------------- | ---------------------- | ------------- | ------------------- | ------ |
| Alemania       | BVMI                   | 3× Oro        | 600 000             | [ 76 ] |
| Australia      | ARIA                   | 6× Platino    | 420 000             | [ 77 ] |
| Austria        | IFPI — Austria         | Platino       | 30 000              | [ 78 ] |
| Bélgica        | BEA                    | 3× Platino    | 90 000              | [ 79 ] |
| Brasil         | ABPD                   | Diamante      | 250 000             | [ 9 ]  |
| Canadá         | Music Canada           | 6× Platino    | 480 000             | [ 80 ] |
| Corea del Sur  | Gaon                   |               | 222 229             | [ 81 ] |
| Dinamarca      | IFPI — Dinamarca       | 2× Platino    | 120 000             | [ 82 ] |
| España         | PROMUSICAE             | 3× Platino    | 120 000             | [ 83 ] |
| Estados Unidos | RIAA                   | 4× Platino    | 3 000 000           | [ 85 ] |
| Francia        | SNEP                   | Diamante      | 250 000             | [ 86 ] |
| Italia         | FIMI                   | 4× Platino    | 200 000             | [ 87 ] |
| México         | AMPROFON               | 4× Platino    | 240,000             | [ 88 ] |
| Nueva Zelanda  | RMNZ                   | 2× Platino    | 30 000              | [ 89 ] |
| Polonia        | ZPAV                   | Diamante      | 100 000             | [ 11 ] |
| Reino Unido    | BPI                    | 2× Platino    | 1 200 000           | [ 90 ] |
| Suecia         | IFPI — Suecia          | 7× Platino    | 280 000             | [ 91 ] |
| Suiza          | IFPI — Suiza           | 2× Platino    | 60 000              | [ 92 ] |

## Fecha de lanzamiento
| Región         | Fecha              | Formato                | Discográfica | Ref.   |
| -------------- | ------------------ | ---------------------- | ------------ | ------ |
| Todo el mundo  | 6 de mayo de 2016  | Descarga digital       | RCA SME      | [ 93 ] |
| Italia         | 6 de mayo de 2016  | Contemporary hit radio | RCA          | [ 94 ] |
| Estados Unidos | 10 de mayo de 2016 | Contemporary hit radio | RCA          | [ 95 ] |